# حجر المصياد (نهم)

تعديل مصدري - تعديل

حجر المصياد هي إحدى قرى عزلة عيال صياد بمديرية نهم التابعة لمحافظة صنعاء، بلغ تعداد سكانها 253 نسمة حسب تعداد اليمن لعام 2004.